# NGC 2728
NGC 2728 est une galaxie spirale située dans la constellation du Cancer. NGC 2728 a été découverte par l'astronome allemand Albert Marth en 1864.

## Caractéristiques
Sa vitesse par rapport au fond diffus cosmologique est de 6 026 ± 21 km/s, ce qui correspond à une distance de Hubble de 88,9 ± 6,2 Mpc (∼290 millions d'al).
La classe de luminosité de NGC 2728 est II  et elle présente une large raie HI.